# Aurora (Filipines)
Aurora és una província de les Filipines localitzada en la part est de la regió Luzon Central, fent front al Mar de les Filipines. La seva capital és Baler i limita amb les províncies de Quezon, Bulacan, Nueva Ecija, Nueva Vizcaya, Quirino i Isabela. Abans de 1979, Aurora formava part de la província de Quezon. Aurora fou anomenada per Aurora Aragón, la muller de Manuel Luis Quezón, president de la Commonwealth Filipina.

## Galeria

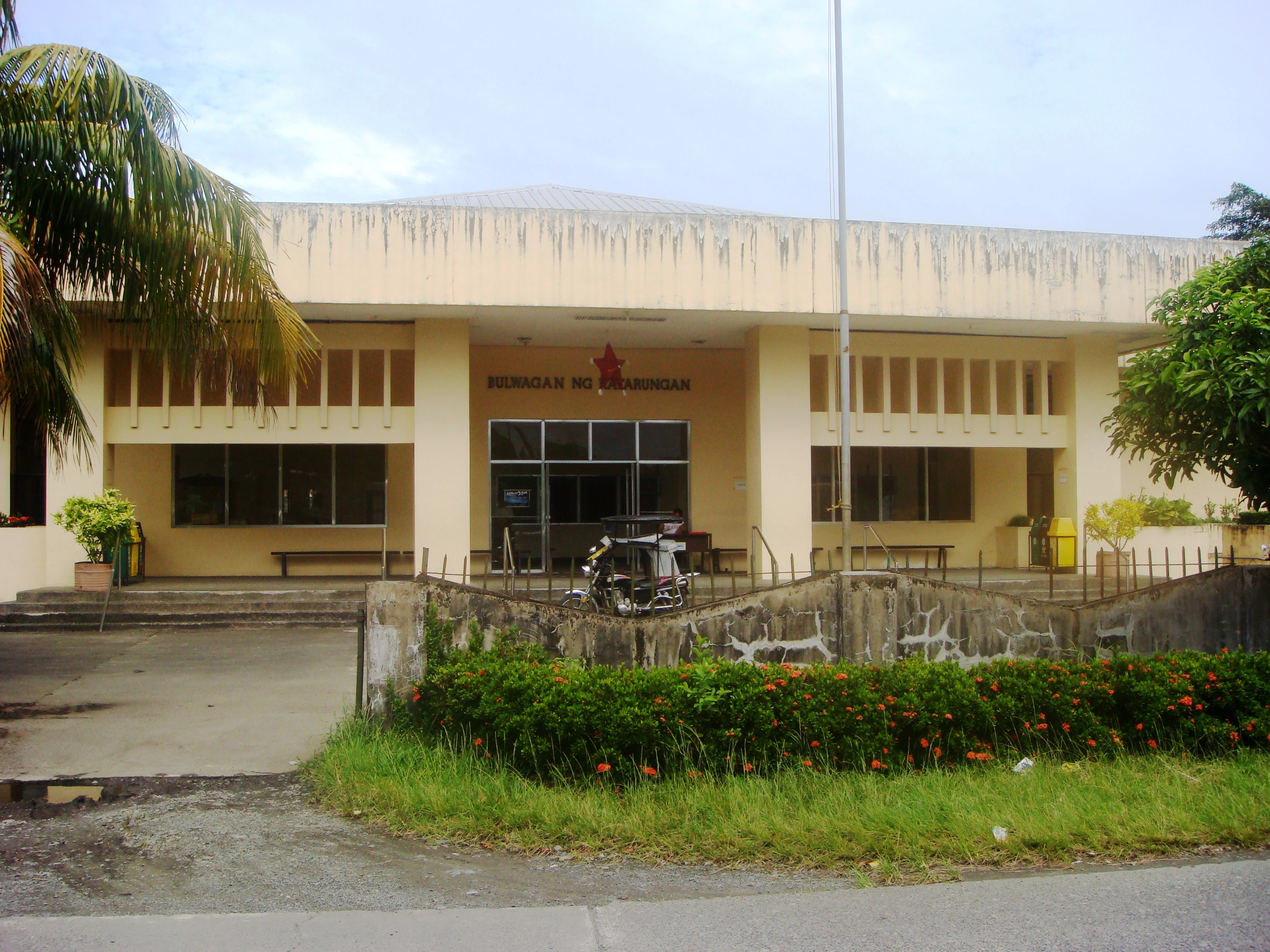
Bulwagan ng Katarungan(RTC), Suklayin, Baler
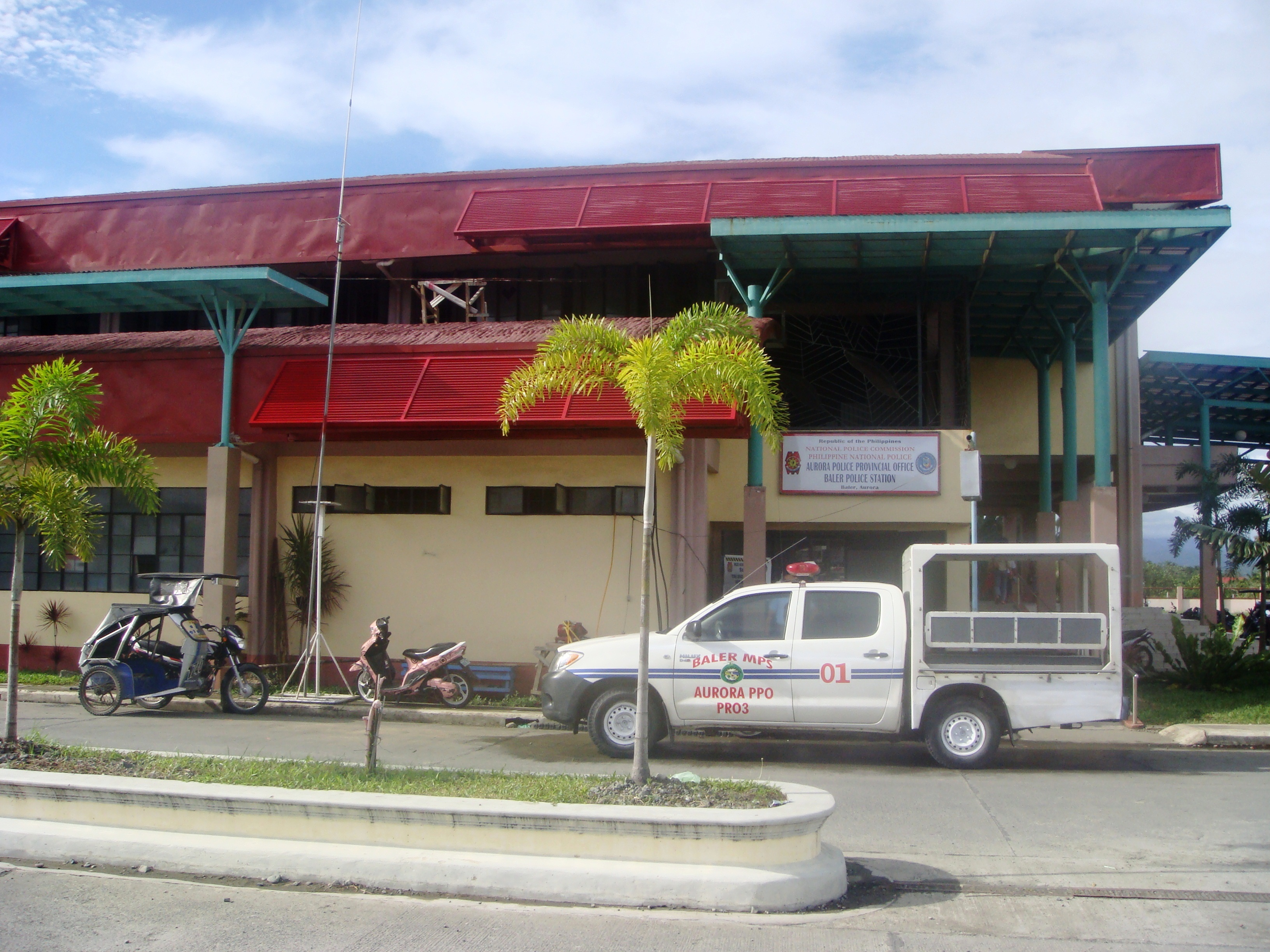
Oficina de la Policia provincial d'Aurora, NPC, PNP, Baler
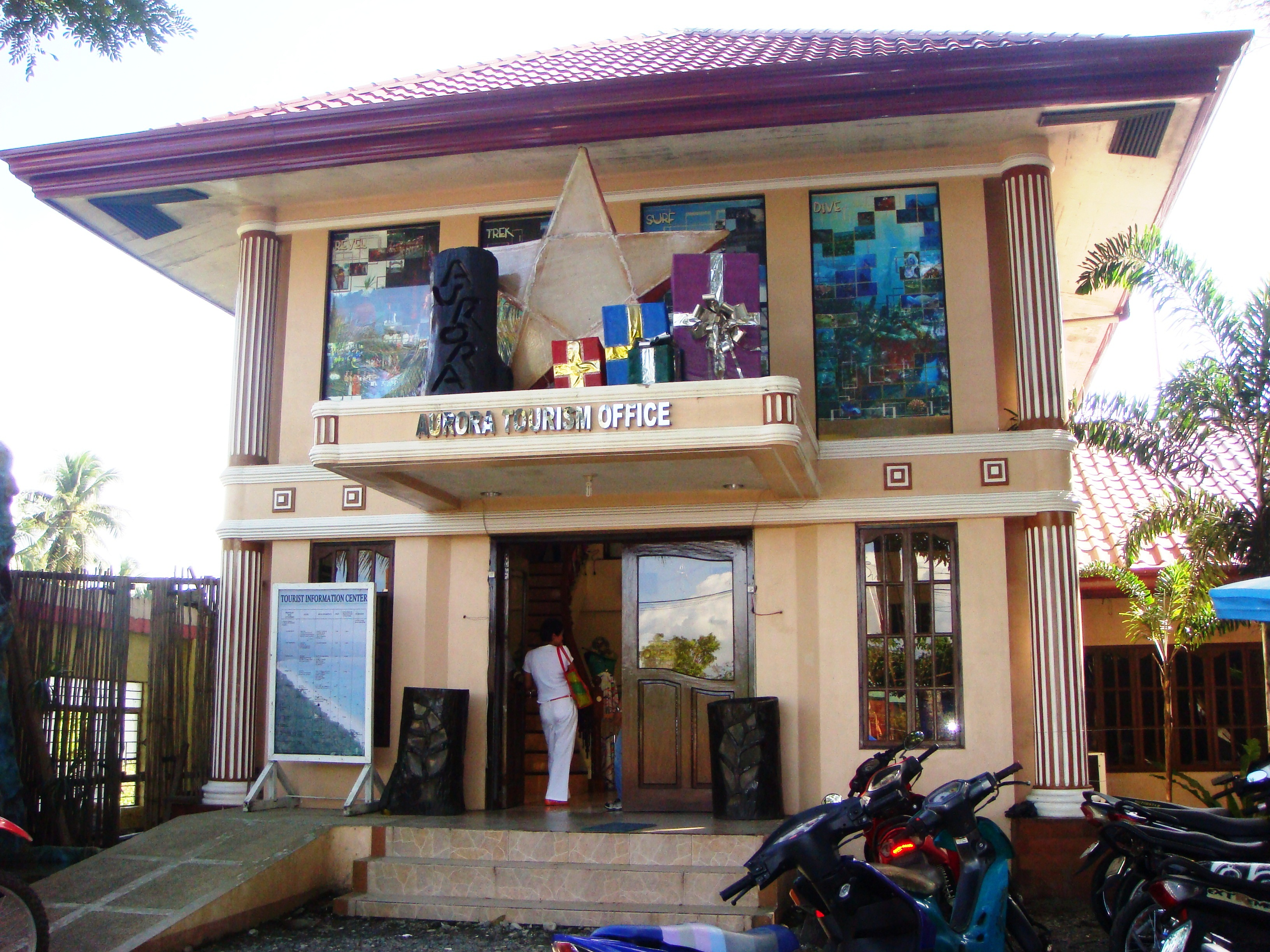
Oficina de Turisme Provincial (Suklayin)
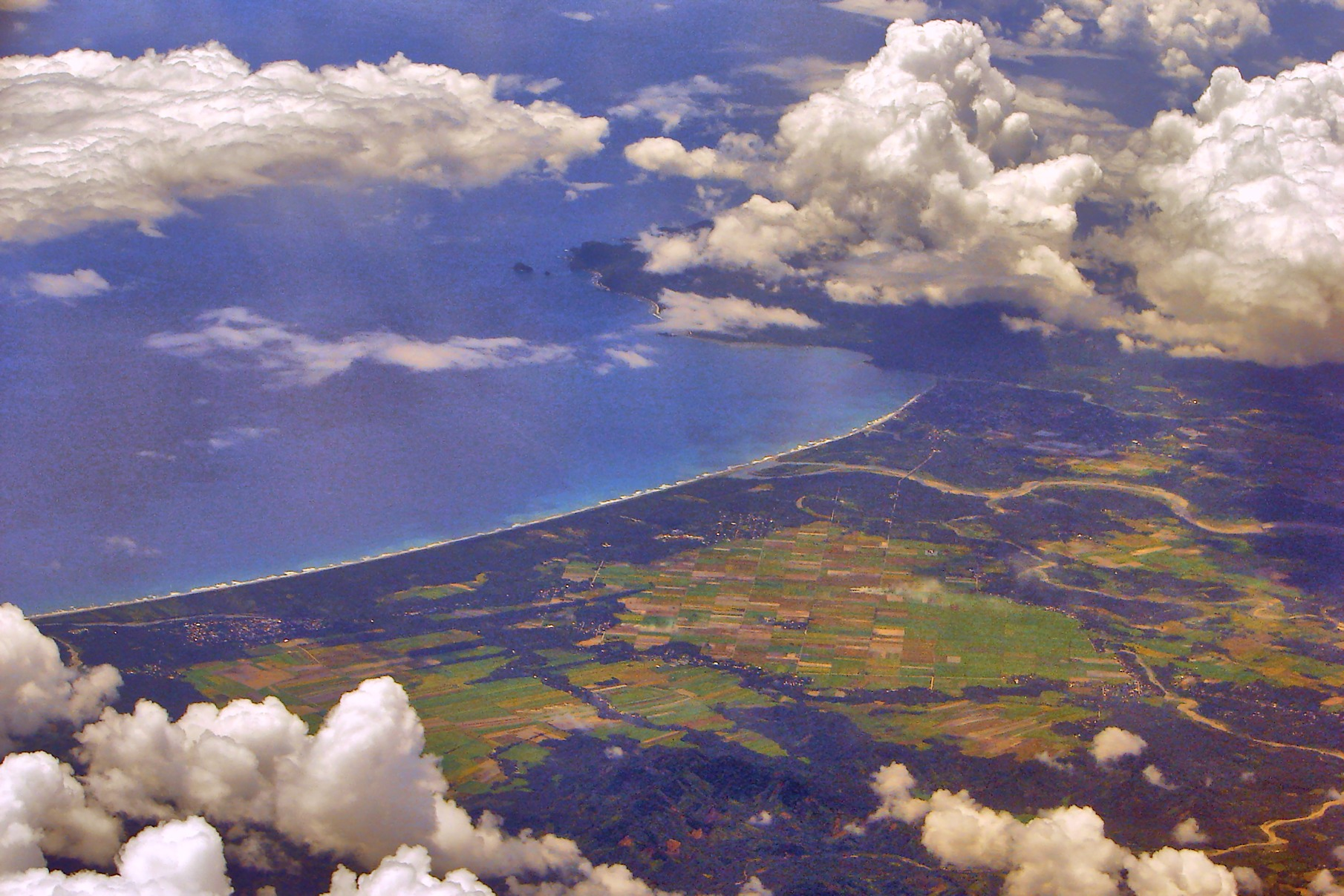
Badia de Baler
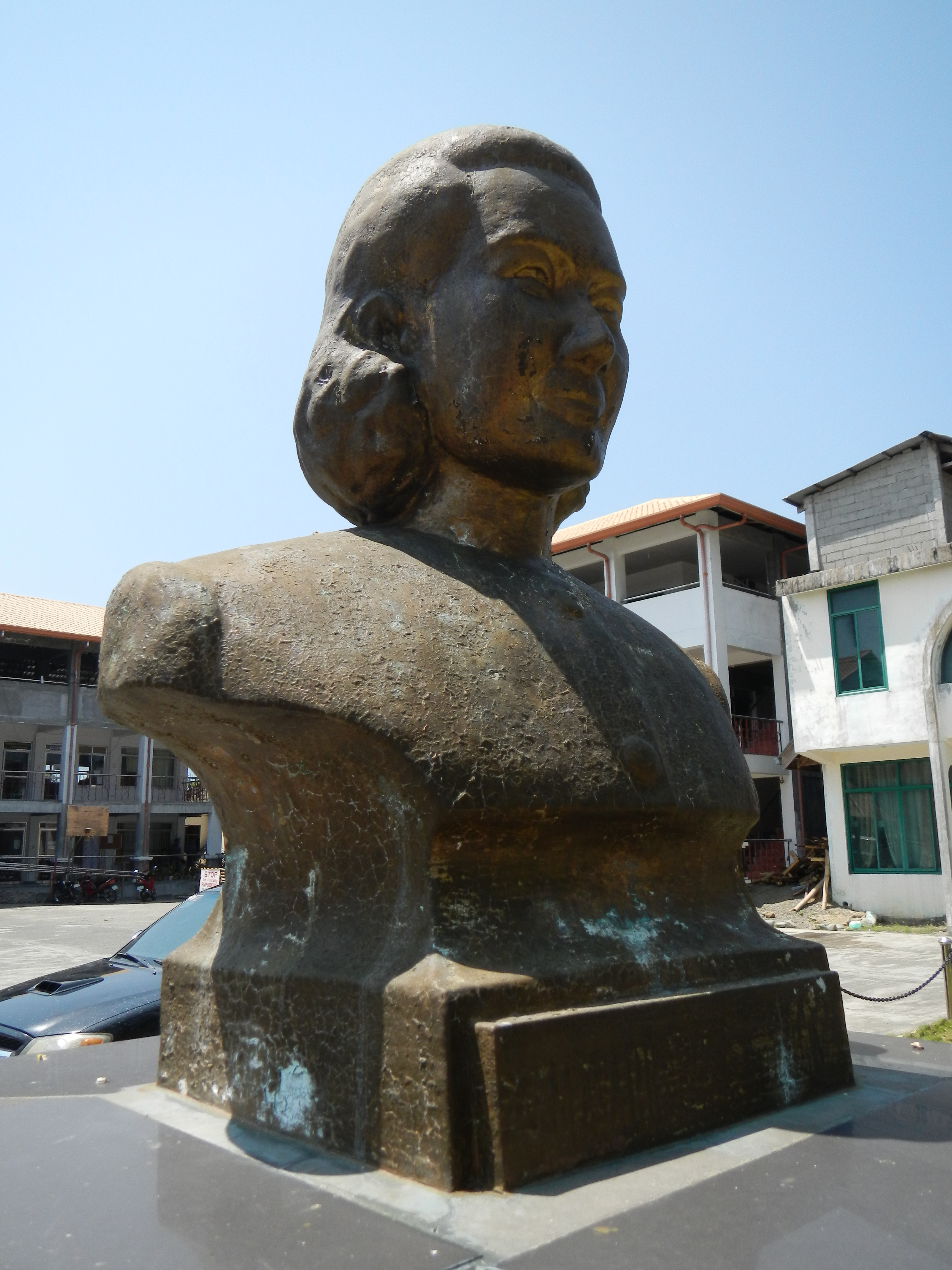
Bust de Maria Aurora